# مجموع الفتاوى (كتاب)
مجموعُ الفتاوىٰ هو كتاب يجمع فتاوى شيخ الإسلام ابن تيمية ، حوى العديد من كتب العقيدة والتوحيد، والفقه والأصول، والحديث والتفسير، وغيرها من العلوم الأخرى كُتِب في (37) مجلداً أصلياً وطبع في (20) مجلداً.

## مجلدات الكتاب
1. المجلد الأول: توحيد الألوهية، ويقع في (405) صفحة.
2. المجلد الثاني: توحيد الربوبية، و يقع في (524) صفحة
3. المجلد الثالث: مجمل اعتقاد السلف، ويقع في (471) صفحة.
4. المجلد الرابع: مفصل الاعتقاد، ويقع في (579) صفحة.
5. المجلد الخامس: توحيد الأسماء والصفات، ويقع في (607) صفحات.
6. المجلد السادس: توحيد الأسماء والصفات، ويقع في (627) صفحة.
7. المجلد السابع: الإيمان، ويقع في (708) صفحات.
8. المجلد الثامن: القدر، ويقع في (572) صفحة.
9. المجلد التاسع: المنطق، ويقع في (336) صفحة.
10. المجلد العاشر: علم السلوك، ويقع في (793) صفحة
11. المجلد الحادي عشر: التصوف، ويقع في (728) صفحة.
12. المجلد الثاني عشر: القرآن كلام الله، ويقع في (621) صفحة.
13. المجلد الثالث عشر: مقدمة التفسير، ويقع في (445) صفحة
14. المجلد الرابع عشر: التفسير ـ من سورة الفاتحة إلى سورة الأعراف، ويقع في (521) صفحة.
15. المجلد الخامس عشر: التفسير ـ من سورة الأعراف إلى سورة الزمر، ويقع في (470) صفحة.
16. المجلد السادس عشر: التفسيرـ من سورة الزمر إلى سورة الإخلاص، ويقع في (620) صفحة.
17. المجلد السابع عشر: التفسير ـ من سورة الإخلاص والمعوذتين، ويقع في (549) صفحة.
18. المجلد الثامن عشر: الحديث، ويقع في (406) صفحات.
19. المجلد التاسع عشر: أصول الفقه ـ الاتباع، ويقع في (328) صفحة.
20. المجلد العشرون: أصول الفقه ـ التمذهب، ويقع في (614) صفحة.
21. المجلد الواحد والعشرون: الفقه ـ الطهارة، ويقع في (670) صفحة
22. المجلد الثاني والعشرون: الفقه ـ الصلاة، ويقع في (656) صفحة.
23. المجلد الثالث والعشرون: الفقه ـ من سجود السهو إلى صلاة أهل الأعذار، ويقع في (435) صفحة
24. المجلد الرابع والعشرون: الفقه ـ من صلاة أهل الأعذار إلى الزكاة، ويقع في (400) صفحة.
25. المجلد الخامس والعشرون: الفقه ـ الزكاة والصوم، ويقع في (350) صفحة.
26. المجلد السادس والعشرون: الفقه ـ الحج، ويقع في (325) صفحة.
27. المجلد السابع والعشرون: الفقه ـ الزيارة، ويقع في (527) صفحة.
28. المجلد الثامن والعشرون: الفقه ـ الجهاد، ويقع في (695) صفحة.
29. المجلد التاسع والعشرون: الفقه ـ البيع، ويقع في (590) صفحة.
30. المجلد الثلاثون: الصلح إلى الوقف، ويقع في (462) صفحة.
31. المجلد الواحد والثلاثون: الوقف إلى النكاح، ويقع في (416) صفحة.
32. المجلد الثاني والثلاثون: النكاح، ويقع في (393) صفحة.
33. المجلد الثالث والثلاثون: الطلاق، ويقع في (263) صفحة.
34. المجلد الرابع والثلاثون: الظهار إلى قتال أهل البغي، ويقع في (271) صفحة.
35. المجلد الخامس والثلاثون: قتال أهل البغي إلى الإقرار، ويقع في (478) صفحة.
36. المجلد السادس والثلاثون: الفهارس العامة والتقريب، ويقع في (468) صفحة.
37. المجلد السابع والثلاثون: الفهارس العامة والتقريب، ويقع في (512) صفحة.[1]

## كتب متعلقة بمجموع الفتاوى
1. المستدرك على مجموع الفتاوى ، جمعه الشيخ محمد بن عبد الرحمن بن قاسم في خمسة مجلدات.
2. مجموعة فتاوى ابن تيمية جمعه فرج الله الكردي، وعنها الفتاوى الكبرى تحقيق أبناء عبدالقادر عطا .
3. الفتاوى العراقية، تحقيق: عبد الله عبد الصمد المفتي .
4. أضواء من فتاوى شيخ الإسلام ابن تيمية - قسم العقيدة - للشيخ صالح بن فوزان الفوزان، طبع في مجلدين، نشر دار ابن الجوزي بالدمام.
5. الحاوي في تخريج أحاديث مجموع الفتاوى ، خرجها مجدي بن منصور بن سيد الشورى، نشر دار الكتب العلمية ببيروت في مجلد.
6. تخريج أحاديث مجموعة فتاوى ابن تيمية ، بعناية مروان كوجك، ومراجعة فتحي الجندي ، نشر دار ابن حزم ببيروت في ستة مجلدات .
7. صيانة مجموع الفتاوى من السقط والتصحيف للشيخ ناصر الفهد، نشر دار أضواء السلف بالرياض.
8. مجموع أسئلة شيخ الإسلام ابن تيمية في كتابيه مجموع الفتاوى والفتاوى الكبرى مرتبة على أبواب الفقه جمعه عبد الكريم الغانم، نشر دار المنار.[2]

## بعض طبعات الكتاب
1. طبعة مجمع الملك فهد في المدينة النبوية في (37) مجلد مع الفهارس، مصورة عن الطبعة الأصلية للكتاب، وجمعها الشيخ عبد الرحمن بن محمد بن قاسم العاصمي وابنه محمد وهي المعتمدة.
2. طبعةدار ابن حزم ودار الوفاء بمصر بعناية عامر الجزار وأنور الباز، وهي في عشرين مجلد مع الفهارس.[2]

3. طبعة دار الصفوة في سبعة مجلدات ضخام، و تعد الأفضلَ من حيث النصُّ و تخريجُ الأحاديث

## روابط خارجية
1. مجموع الفتاوى: العقيدة على أمازون كيندل.